# Evangelista Chavarría
Evangelista Chavarría Pérez (Atenas, 28 de febrero de 1917 - Ciudad Neily, 1 de noviembre de 1986), apodado "El Águila Solitaria", fue un ciclista costarricense. Se le considera una de las grandes glorias de toda la historia de esa disciplina deportiva en este país centroamericano.

## Biografía
Nació en el barrio Jesús de Atenas, en un ambiente campesino. Su infancia estuvo marcada por la escasez y la pobreza. No terminó la educación primaria para dedicarse a distintas labores (vendedor de periódicos, obrero en una mina en Las Juntas de Abangares, zapatero) para ayudar económicamente a su familia.
Se inició en el ciclismo en el barrio Cristo Rey, en San José, siendo un inexperto. En 1939 ingresó al Club Nacional de Ciclismo. Su carrera deportiva se desarrolló entre 1939 y 1951. En 1941 participó en su primera carrera internacional en una competencia de 800 km que pasó por Honduras, El Salvador y Guatemala. Ese mismo año se convirtió en el primer costarricense en cruzar en bicicleta la frontera con Panamá, luego de una aventura de 13 días atravesando las montañas y las selvas.
Pedaleó en pruebas en Panamá, El Salvador y Guatemala. Participó dos veces en los Juegos Centroamericanos y del Caribe (Colombia, 1946; Guatemala, 1950), y una vez en los Juegos Panamericanos de Buenos Aires, Argentina, en 1951. Fue invitado al Festival de la Juventud en Berlín, Alemania. Compitió en dos Vueltas a México (1949 y 1950).
En la Vuelta Ciclista a México de 1950, participó sin recibir apoyo ni contar con equipo o compañeros de ruta, logrando, sin embargo, ocupar el décimo lugar en una dura prueba de 15 días y 2.250 km. Por esta razón, la prensa mexicana le apodó "El Águila Solitaria", seudónimo que lo inmortalizó.
Se retiró del deporte en 1951. En la vida privada, se casó dos veces, primero con Deborah Vogle, con quien procreó cuatro hijos, y luego con María Cecilia Rojas, con quien tuvo dos. Fue militante del Partido Comunista Costarricense y amigo de su fundador, el prócer Manuel Mora Valverde. Tras retirarse, se dedicó a entrenar cuartetas y promover el deporte en pequeñas comunidades. También fue comerciante.
Falleció en Ciudad Neily, a los 69 años de edad.

## Títulos
- Ocho veces campeón nacional de ciclismo (1942, 1943, 1944, 1945, 1946, 1949, 1950 y 1951).
- Medallista de oro durante la prueba de ruta (100 km) por equipos de 1946, en los V Juegos Centroamericanos y del Caribe, en Barranquilla, Colombia, junto a Rigoberto Salazar, Omar Arce y Leonardo Valverde.

## Legado
En 1965, dio el banderazo de salida en la I Vuelta Ciclista a Costa Rica. Ingresó a la Galería Costarricense del Deporte en 1969. En 1973, fue el dedicado de la IX Vuelta Ciclista a Costa Rica.
Se le recuerda por trascender en el deporte superando toda clase de obstáculos y ascender a lo más alto del podio en una época de grandes limitaciones y sacrificios, siempre en solitario.